# Shujalpur
Shujalpur là một thành phố và khu đô thị của quận Shajapur thuộc bang Madhya Pradesh, Ấn Độ.

## Địa lý
Shujalpur có vị trí 23°24′B 76°43′Đ / 23,4°B 76,72°Đ Nó có độ cao trung bình là 448 mét (1469 feet).

## Nhân khẩu
Theo điều tra dân số năm 2001 của Ấn Độ, Shujalpur có dân số 42.465 người. Phái nam chiếm 52% tổng số dân và phái nữ chiếm 48%. Shujalpur có tỷ lệ 69% biết đọc biết viết, cao hơn tỷ lệ trung bình toàn quốc là 59,5%: tỷ lệ cho phái nam là 76%, và tỷ lệ cho phái nữ là 61%. Tại Shujalpur, 16% dân số nhỏ hơn 6 tuổi.